# لمفوما المنطقة الهامشية الطحالية
لمفوما المنطقة الهامشية الطحالية (بالإنجليزية: Splenic marginal zone lymphoma)‏ هي لمفوما تتكون من خلايا بائية تحل محل البنية التركيبية الطبيعية لللب الأبيض في الطحال.